# Andreas Schurig

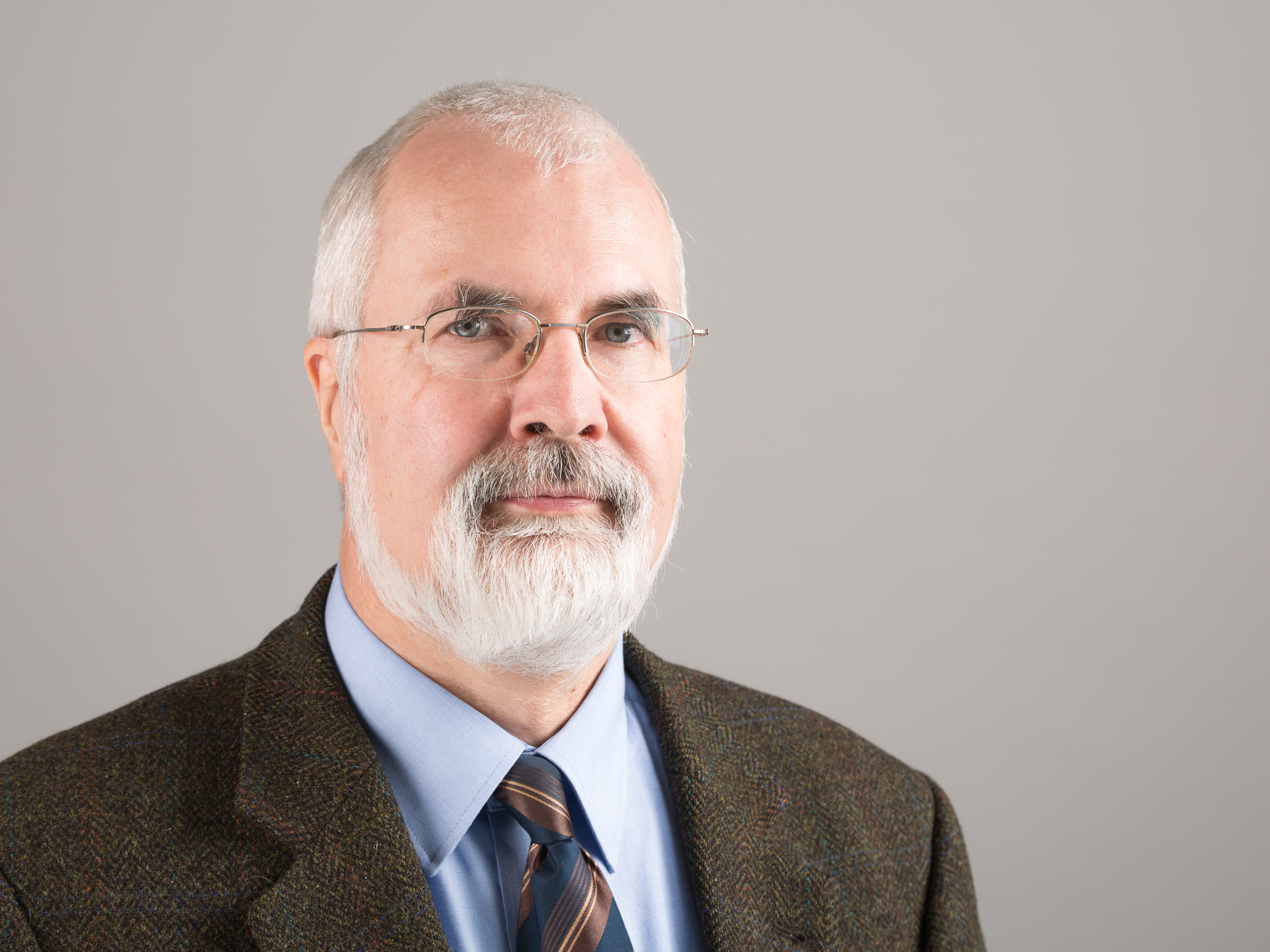
Andreas Schurig, 2016

Andreas Schurig (* 1958 in Dresden) ist ein deutscher Mathematiker und Theologe. Er war von 2004 bis 2021 der Sächsische Datenschutzbeauftragte.

## Leben
Schurig studierte von 1978 bis 1983 Mathematik an der Technischen Universität Dresden und von 1983 bis 1989 Theologie an der Kirchlichen Hochschule Leipzig sowie am Philosophisch-Theologischen Studium Erfurt. 1989 war er Mitbegründer der Sozialdemokratischen Partei in der DDR in Leipzig. 1990 wechselte Schurig bis 1993 als Referent zur Zweigstelle der Kommunalen Gemeinschaftsstelle im Leipziger Rathaus.
Von 1993 bis 2003 war er Stellvertreter des Sächsischen Datenschutzbeauftragten und Referatsleiter für Informatik, Technik und neue Medien. Er wurde 2004 der Sächsische Datenschutzbeauftragte. Die offizielle Amtseinführung erfolgte am 20. Januar 2004. Er löste seinen Vorgänger Thomas Giesen ab, der die Position zwölf Jahre innehatte. 2009 und 2015 wurde er als Sächsischer Datenschutzbeauftragter wiedergewählt. Mit Wirkung vom 31. Dezember 2021 schied er aus dem Amt aus und Juliane Hundert trat seine Nachfolge an.
Schurig war im Kreistag Meißen Mitglied der SPD/Grünen-Fraktion, legte dann aber wegen seiner Berufung zum Sächsischen Datenschutzbeauftragten freiwillig sein Mandat nieder.
Am 1. Januar 2020 übernahm Schurig den einjährigen Vorsitz in der deutschen Datenschutzkonferenz.